# Hartmut O. Rotermund
Hartmut O. Rotermund (né en 1939) est un japonologue allemand.

## Biographie
Docteur en philosophie de l’université de Hambourg en 1967, docteur ès lettres de l’université Paris 7 en 1983, Rotermund est directeur d’études à l’École pratique des hautes études de 1976 à 2005. Au milieu des années 1970, il fonde à Paris le Centre d’études sur les religions et traditions populaires au Japon et développe une approche anthropologique de l’étude des religions japonaises.

## Publications (sélection)
- Die Yamabushi : Aspekte ihres Glaubens, Lebens und ihrer sozialen Funktion im japanischen Mittelalter, Kommissionsverlag Cram, de Gruyter, 1968.
- Pèlerinage aux neuf sommets : carnet de route d’un religieux itinérant dans le Japon du XIXe siècle, éditions du CNRS, 1983.
- Hōsōgami, ou la petite vérole aisément : matériaux pour l’étude des épidémies dans le Japon des XVIIIe-XIXe siècles, Maisonneuve et Larose, 1991 (traduit en japonais aux éditions Iwanami).
- Religions, croyances et traditions populaires du Japon. Paris, Maisonneuve & Larose, 2000, 540 p.
- La Sieste sous l’aile du cormoran et autres poèmes magiques. Prolégomènes à l’étude des concepts religieux du Japon, L’Harmattan, 2000.
- Images des Occidentaux dans le Japon de l’ère Meiji, Maisonneuve et Larose, 2005.